# 貝耶勒基金會
貝耶勒基金會是一座位於瑞士里恩的美術館，由藝術品交易商恩斯特·貝耶勒(1921-2010)與其妻子海達·「海地」·昆茲(1922-2008)於1982年創立，1997年開放展覽，展品以貝耶勒收藏的現代藝術作品為主，共展出140幅現代經典作品，其中包括23幅巴勃羅·畢卡索作品。在200多件藏品中，還包含克洛德·莫內，保羅·塞尚、文森·梵谷、安迪·沃荷，罗伊·利希滕斯坦和法蘭西斯·培根，以及非洲，大洋洲、阿拉斯加的部落藝術品。
室內展區的三分之一作為特展空間。博物館外的花園也定期展示大型造景藝術，如1998年11月13日至12月14日間，克里斯多與珍·克勞德策畫的《包裹樹木》，將包含貝耶勒基金會花園與附近貝羅爾公園的178棵樹以絲網包覆。
貝耶勒職業生涯的高潮發生在2007年，當時所有他經手過的作品在博物館重新集結，其中包括梵谷1889年的作品《郵遞員魯林肖像》、李奇登斯坦的《加號和減號III》以及傑克遜·波洛克的大幅滴畫。